# Antoine-Joseph Bonnet de Treyches
Pour les articles homonymes, voir Bonnet et Bonet.
Antoine-Joseph Bonnet de Treyches (Antoine-Joseph Bonet des Treiches)  est un homme politique français né le 29 septembre 1722 à Saint-Jeures (Haute-Loire) et décédé le 20 septembre 1808 à Grazac (Haute-Loire).
Juge-mage, puis lieutenant général de la sénéchaussée du Puy-en-Velay, il est député du tiers état aux états généraux de 1789, pour le bailliage du Puy-en-Velay. Il se montre un défenseur modéré des idées nouvelles.
Son fils Joseph Bonet de Treyches (1757-1828), est également magistrat et député à la Convention et sous le Directoire.

## Sources
- « Antoine-Joseph Bonnet de Treyches », dans Adolphe Robert et Gaston Cougny, Dictionnaire des parlementaires français, Edgar Bourloton, 1889-1891 [détail de l’édition]